# Jacob Geis
Pour les articles homonymes, voir Geis (homonymie).
Jacob Josef Geis (né le 30 novembre 1890 à Munich, mort le 22 juillet 1972 dans la même ville) est un scénariste et dramaturge allemand.

## Biographie
Petit-fils du fantaisiste Jakob Geis, il étudie le droit à Munich puis est en 1920 assistant dramaturge au Staatstheater am Gärtnerplatz de Munich. Il devient au Hessische Landestheater de Darmstadt.
En 1927, il est directeur de théâtre à Cassel. De 1930 à 1933, il dirige la Städtische Bühnen Frankfurt, cependant il donne des spectacles à Berlin à l'opéra Kroll, à la Volksbühne et au Theater am Schiffbauerdamm. Il écrit aussi des pièces.
Lors de la prise au pouvoir des nazis, il entre dans la Nationalsozialistische Betriebszellenorganisation et met en scène Schlageter de Hanns Johst, auteur nazi.
À partir de 1935, il écrit des scénarios pour Bavaria Film. Il est coscénariste pour quatre films avec Heinz Rühmann et deux avec Zarah Leander. En 1940, il collabore principalement avec le réalisateur Harald Braun, avec qui il fonde en 1947 Neue deutsche Filmgesellschaft. Geis reprend la direction de la société en 1952 puis revient à l'écriture de scénario.

## Filmographie
Comme scénariste
- 1935 : Henker, Frauen und Soldaten
- 1936 : Die Erbschaft (aussi réalisation, court métrage)
- 1936 : Sein letztes Modell
- 1937 : Le Mari qu'il me faut
- 1937 : Die Umwege des schönen Karl
- 1938 : Fünf Millionen suchen einen Erben
- 1938 : In geheimer Mission
- 1938 : Nanu, Sie kennen Korff noch nicht?
- 1938 : Drei Unteroffiziere
- 1939 : Aufruhr in Damaskus
- 1940 : Marie Stuart
- 1940 : Der Herr im Haus
- 1940 : Herz geht vor Anker
- 1940 : Katharina I. von Russland
- 1940 : La Fille au vautour
- 1940 : Le Chemin de la liberté
- 1941 : Jenny und der Herr im Frack
- 1941 : Der Meineidbauer
- 1941 : Der Fall Rainer
- 1942 : Zwischen Himmel und Erde
- 1943 : Madame Butterfly
- 1943 : Herr Sanders lebt gefährlich
- 1944 : Nora
- 1944 : Ruf an das Gewissen
- 1953 : Rote Rosen, rote Lippen, roter Wein
- 1955 : Geliebte Feindin
- 1955 : Mädchen ohne Grenzen
- 1956 : Régine
- 1956 : Der erste Frühlingstag
- 1956 : Der Mustergatte
- 1957 : Wie schön, daß es dich gibt
- 1957 : Alle Wege führen heim
- 1959 : Les Buddenbrook

Comme producteur
- 1949 : Nachtwache
- 1950 : Der Mann, der zweimal leben wollte
- 1950 : Der fallende Stern
- 1951 : Fanfaren der Liebe
- 1952 : Der Weibertausch

## Source de la traduction
- (de) Cet article est partiellement ou en totalité issu de l’article de Wikipédia en allemand intitulé « Jacob Geis » (voir la liste des auteurs).